# Polje

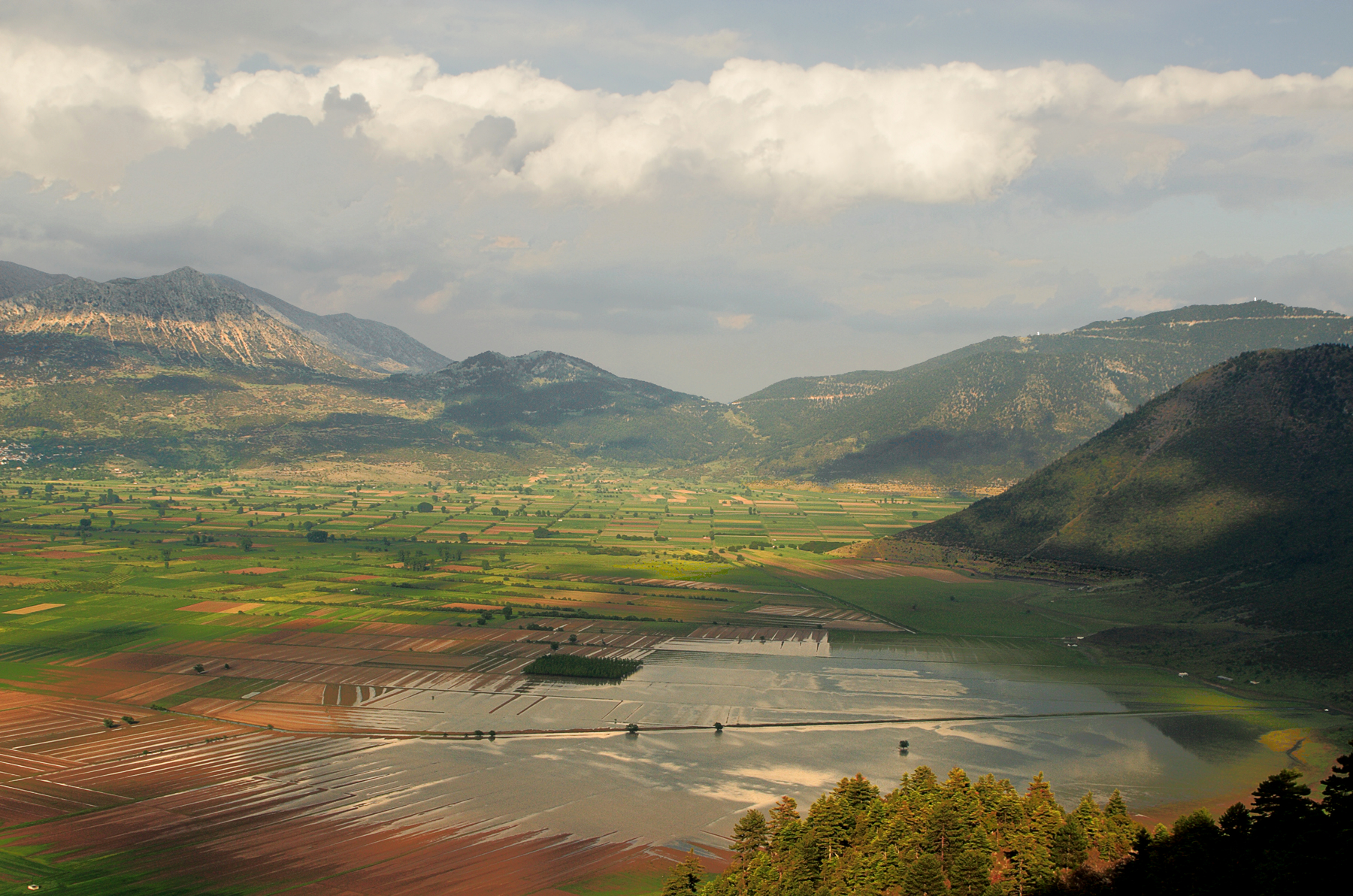
Feneos-Ebene, Peloponnes, 710 m, 4/2006; Polje mit 4 Ponoren (am Bergsaum)

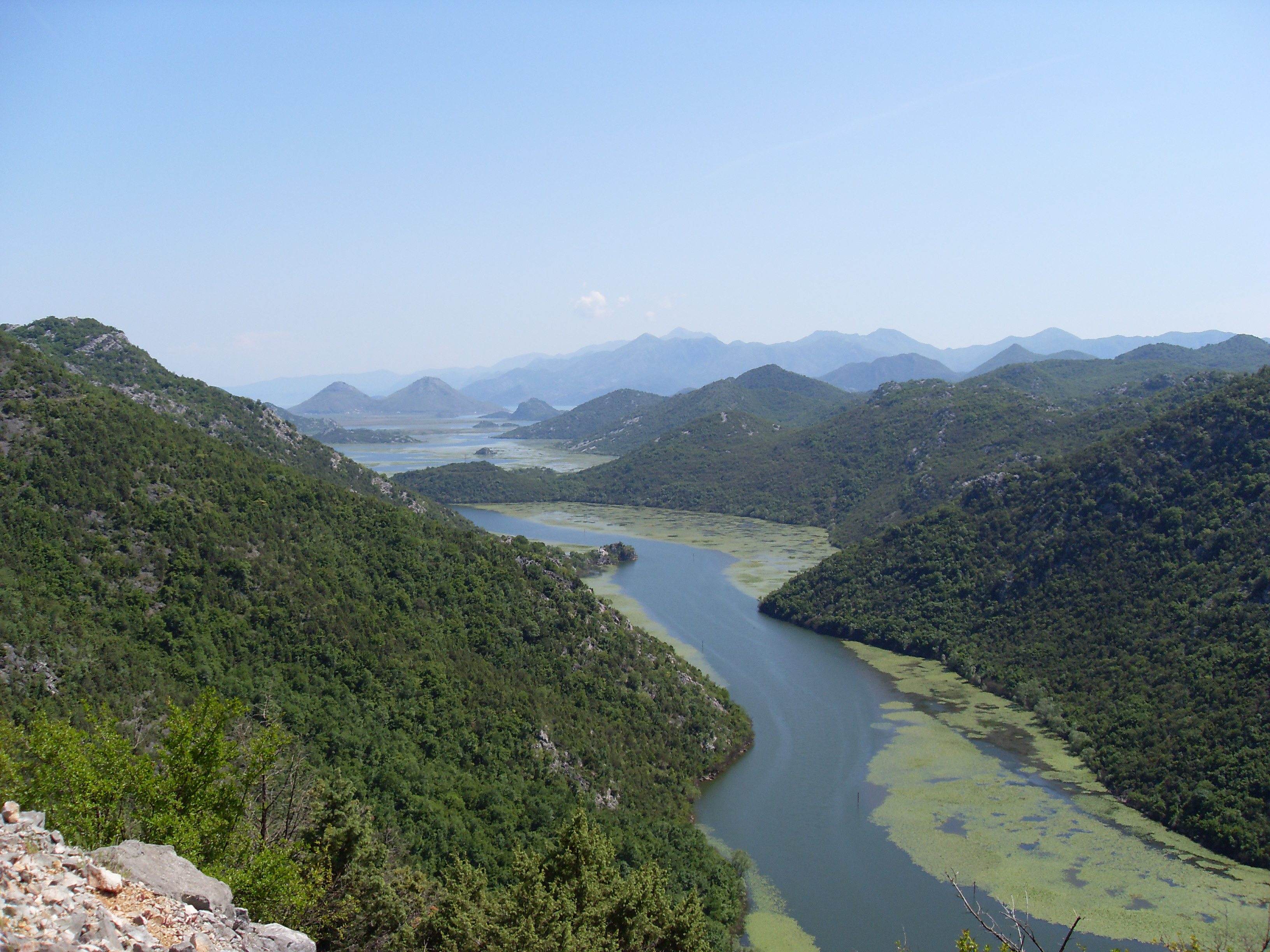
Im offenen Polje des Skutarisees findet sich ein perennierender See. Links im Mittelgrund ein Doppelhügeliger Hum. Hums kennzeichnen wasserdurchflossene Poljen der Südost-Dinariden und dominieren als Karstkegel die Karstlandschaften der Tropen.

Polje (serbokroatisch/slowenisch für Feld, Plural: Poljen), auch Karstpolje oder Karstfeld / Karstebene, ist eine aus dem Dinarischen Karst übernommene ursprüngliche Bezeichnung für eine Ackerfläche, die als internationaler Fachbegriff für eine Karsthohlform weltweit eingeführt ist. 

## Beschreibung
Poljen sind nach ihrer Entstehungsweise nicht einheitlich zu fassen und werden morphographisch definiert. Poljen sind demnach ausgedehnte, häufig allseits geschlossene Hohlformen im Karst mit zumeist ebenem Boden, stellenweise steiler Umrahmung und deutlichem Hangknick. Sie haben oft einen unterirdischen Abfluss, können trocken liegen, ganzjährig oder zeitweise durchflossen oder inundiert sein. Allgemein sind es kilometergroße, zum Teil talartig gewundene Depressionen mit massigen Sedimentfüllungen und vereinzelten Resthügeln, die sogenannten Hum, die für manche Poljen kennzeichnend sind. Ihre Verbreitung ist zumeist auf die wechselfeuchten subtropischen Karstgebiete der Mediterraneis sowie tropische Kegelkarstregionen, jedoch hier insbesondere in der Karibik, eingeschränkt, selten sind sie in temperaten Karstgebieten. Die absolute Häufung und als landschaftliches Kennzeichen schlechthin ist das Polje ein Merkmal des Dinarischen Karstes, in dem über 140 Poljen und mit dem Lika Polje auch das flächenmäßig ausgedehnteste der Welt liegen.
Poljen können von wenigen Quadratkilometern bis mehrere hundert Quadratkilometer (z. B. Popovo Polje, Livanjsko Polje, Gacko Polje) Fläche einnehmen. Sie stellen im karsthydrologischen System den einzigen hydrologischen Knoten. Daher treten in Poljen immer Ponore, in den größeren auch Sickerflüsse (Karstflüsse und/oder Trockentäler) auf.
Zwei offene Poljen im Westbalkan sind durch perennierende Seen gekennzeichnet, der Skutarisee ist dabei auch eine Kryptodepression.

## (Hydro-)Geologie

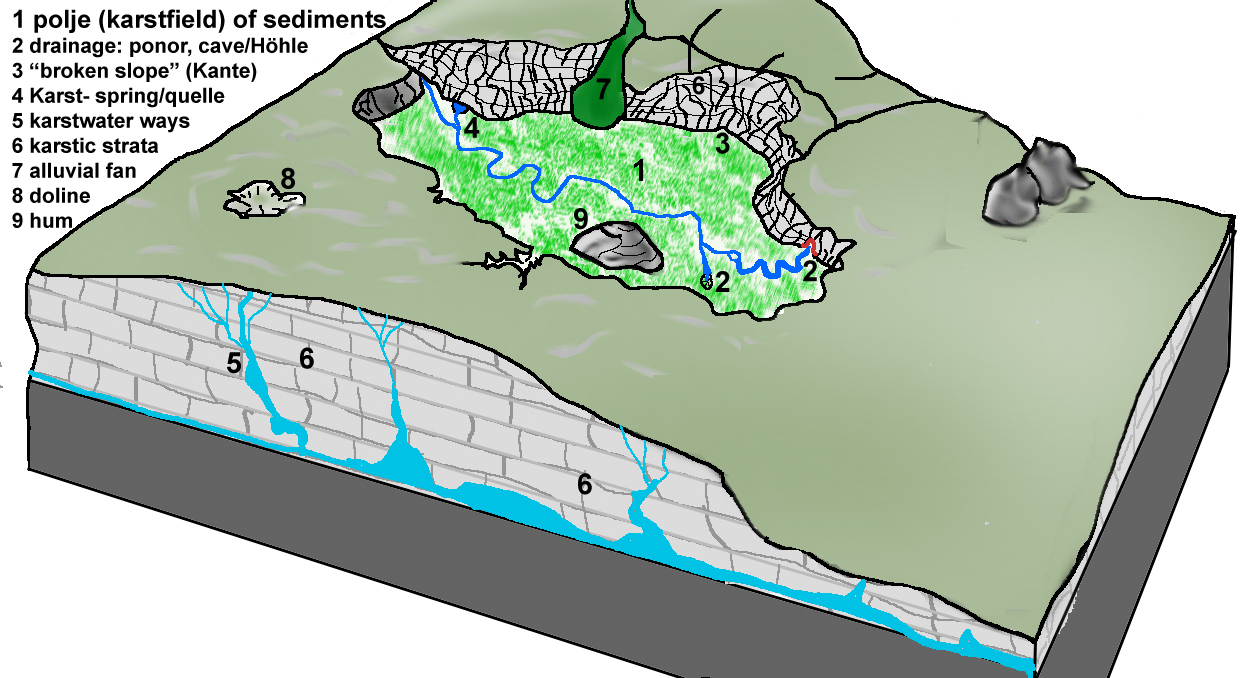
Modell eines sedimentgefüllten Polje

Luftbild der Poljen von Grahovo und Dragalj mit den Grenzen der pleistozänen Ablagerungen

Die Karsterscheinung Polje wird allerdings nicht in allen Karstgebieten vorgefunden, sondern hängt am jeweiligen Ort vom Aufbau der geologischen Strukturen, deren Alter und Verwerfungen, daraus folgend vom Entwicklungsstadium der poljebildenden Verkarstungsprozesse ab. In Größe und Erscheinung imposante Beispiele finden sich in den Ländern des Dinarisches Gebirges (Slowenien, Kroatien, Bosnien-Herzegowina, Montenegro), in den Apenninen (Italien), im Französischen Jura, in Kantabrien und Andalusien (Spanien) sowie auf der Peloponnes (Griechenland).
Nach geomorphologischen Gesichtspunkten ist ein Polje eine wannenförmige Senke oder Hohlform, die – meist an allen Seiten – von steilwandigen Gebirgsformationen umgeben ist. Die Formation kann sich herausbilden, wenn (zumindest) die jüngeren Gesteinsschichten Karbonatgesteine (Kalkstein, Dolomit) oder Gipsgestein (Evaporite) sind. Der Boden eines solchen Beckens besteht aus fein- bis grobklastischen Sedimenteinheiten und diese können mehrere hundert Meter Mächtigkeit erreichen. Diese Böden bestehen in ihrer oberflächennahen Zone entweder aus sehr steinigen, trockenen Ablagerungen oder aus lehmigen/tonigen Böden – die ersten unfruchtbar, die anderen sehr fruchtbar (beides sogar nebeneinander, in der Nähe von Grahovo). In zahlreichen Poljen der Dinariden liegen Moränen, die während der Maximalvereisung im MIS-12 von lokalen Gebirgsgletschern, die als Piedmont-Gletscher bis in einzelne Poljen hinabreichten, gebildet wurden. Als bedeutend gelten die Moränen des Orjens, die in das Grahovo Polje und Dragaljsnko Polje hinabreichten. Fluvioglaziale Schuttkegel reichen hier kilometerweit in die Poljeböden. Die Sedimente sind je nach mineralischer und organogener Zusammensetzung wasserstauend bis wasserundurchlässig. Die Sohle und die abgrenzenden Flanken der Polje sind dagegen Karbonatgesteine, die vom Wasser der Niederschläge und des Beckens in erdgeschichtlichen Zeiträumen schneller chemisch als physikalisch abgebaut oder durchdrungen wurden (vgl. Verwitterung). In ihnen bilden sich ständig erweiternde Hohlformen aufgrund von Schichtfugen, Klüften, Schlucklöchern (Ponore) und im Bereich meist schon vorhandener Höhlensysteme, durch die das sich im Becken sammelnde Wasser komplett abgehen kann. Somit bleibt die Reliefenergie gering, d. h., es entsteht für das Becken kein ausgeprägtes oberflächiges Entwässerungssystem (Flusserosion). Die Wasser abführenden Öffnungen liegen zumeist direkt am Saum, an der Bruchkante eines Polje, wo die Sedimente an die meist steilen Felsformationen stoßen. An diesen Bruchkanten werden unterirdische Wasserführungen von den wasserstauenden Sedimenten auch zum Überlauf gezwungen. Das sind die Stellen, an denen größere Wassermengen als Karstquellen zutage treten.

## Leben und Siedlung im Karst
Die Abflusskapazität der Öffnungen schwankt je nach (verstopfter) Engpasskapazität. Bei überdurchschnittlichen oder zyklisch höheren Niederschlagsmengen und/oder Verstopfungen durch unterirdische Einstürze oder Fremdkörper im Wasser werden/wurden Poljen für lange, kurze oder jahreszeitliche Zyklen zu temporären Seen.
Bei fruchtbaren Böden eines Polje könnten diese an sich viele Menschen ernähren. Die Siedlungsdichte ist jedoch traditionell gering, da die hydrologische Beherrschung der Poljen eine expandierende Besiedlung durch gesicherte Bewirtschaftung erst mit den Techniken der letzten 100 Jahre ermöglicht. Heute lassen es Trockenlegungen durch Gräben, künstliche Ableitungen und Weitungen nur noch in extremen Fällen zu Überschwemmungen kommen. Ponore und größere Abgänge können mit Setzbecken, Rechen und Trichtern versehen sein, um die Abflusskapazität zu verstetigen.
Hydrogeologisch werden Poljen mit einem (großen), mehreren oder vielen Ponor(en) beobachtet (Tripolis-Plateau, Peloponnes, 40 × 20 km, 47 nachgewiesene Ponore verschiedener Größe und Aktivität).

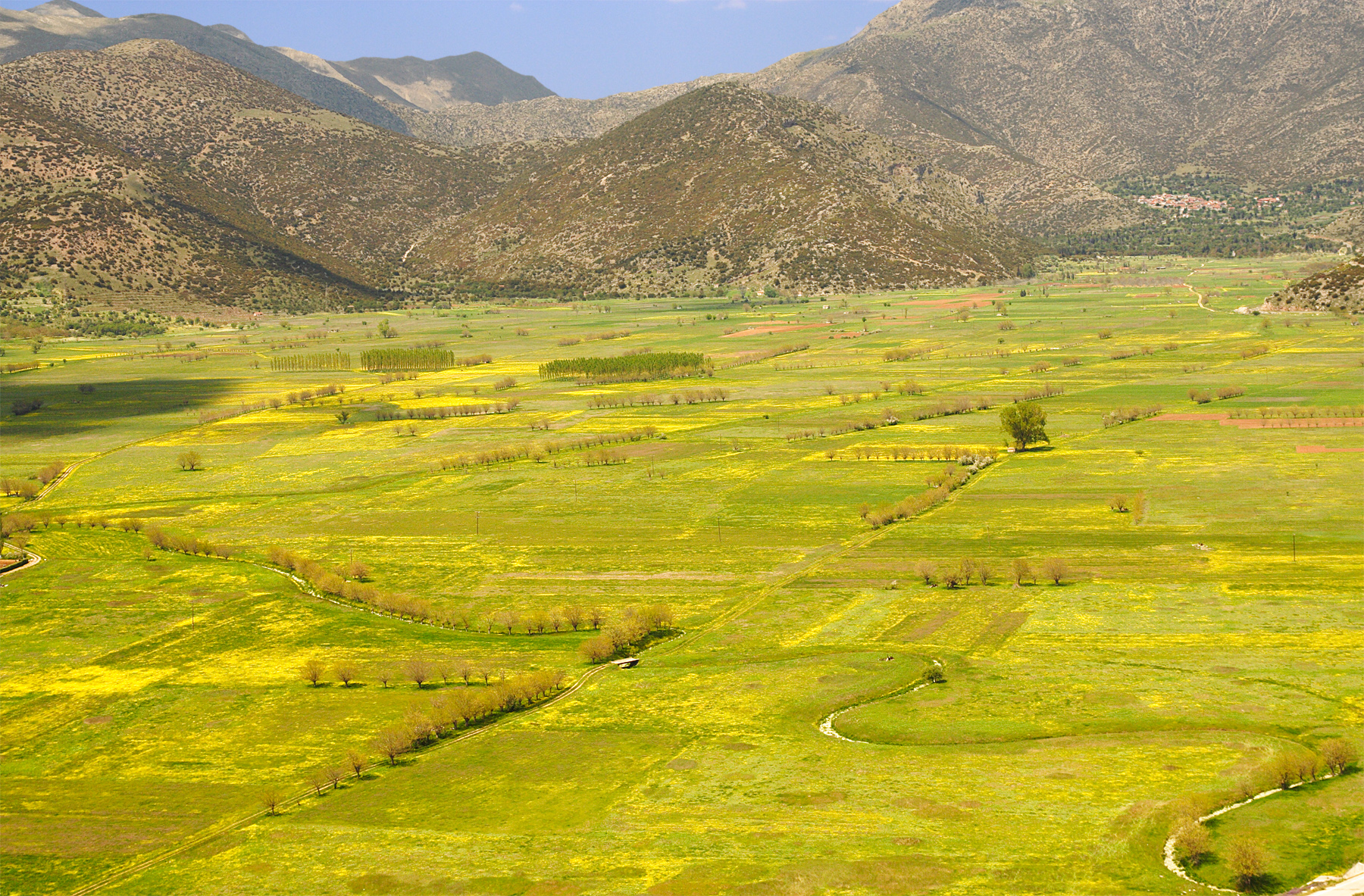
Αργόν Πεδίον (dt.: Faulebene), Peloponnes, 620 m, 5/2007; Polje-Name von Pausanias ca. 175 n. Chr. genannt und Eigenschaften beschrieben
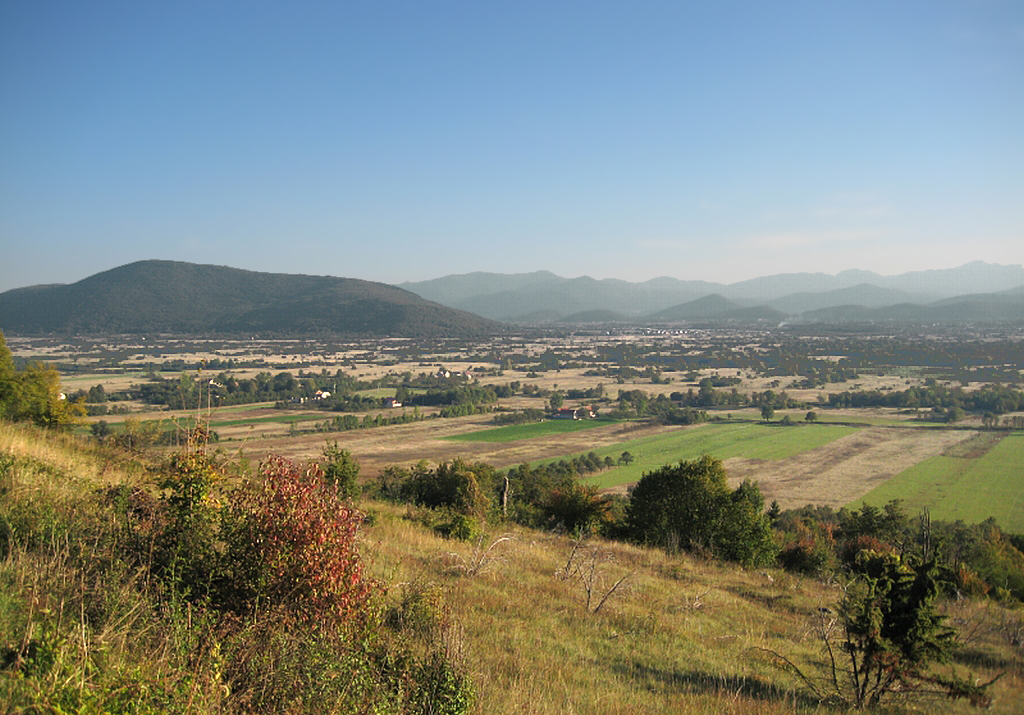
Das Gacko Polje in Kroatien, eine landwirtschaftlich intensiv genutzte Region
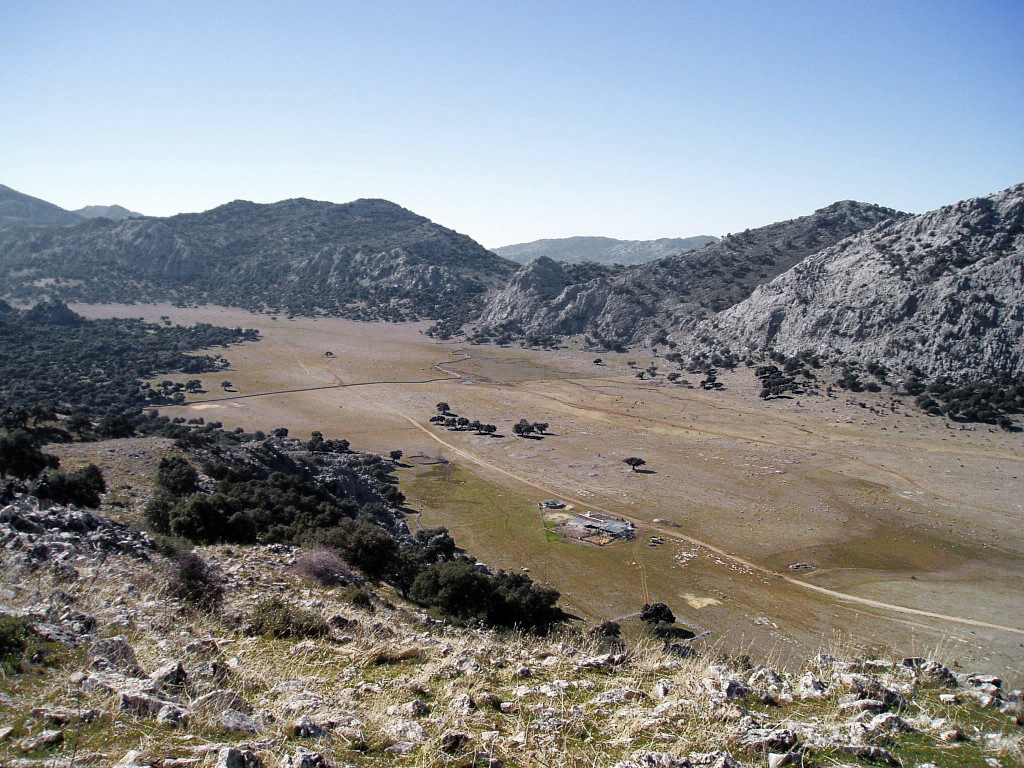
Llanos de Libar; Polje in 975 m; Sierra de Libar, Andalusien

## Umweltprobleme im Karst
Die Grundwasserleiter von Poljen und anderer Karstformationen sind für die Trinkwasserversorgung in vielen europäischen Ländern von großer Bedeutung. Von ihnen muss die Infiltration grundwassergefährdender Schadstoffe ferngehalten werden. Inmitten oder an den Rändern besiedelte oder von Straßen durchzogene Poljen (so z. B. Benaoján, Sierra de Libar) stellen als Sammelbecken insofern ein erhöhtes Risiko der Kontamination dar, denn ihre Karstumgebung hat oft eine dünne bis fehlende Bodendecke, hohe Infiltrations- und Durchflussgeschwindigkeiten und daher eine geringe Rückhaltekapazität für grundwassergefährdende Stoffe.

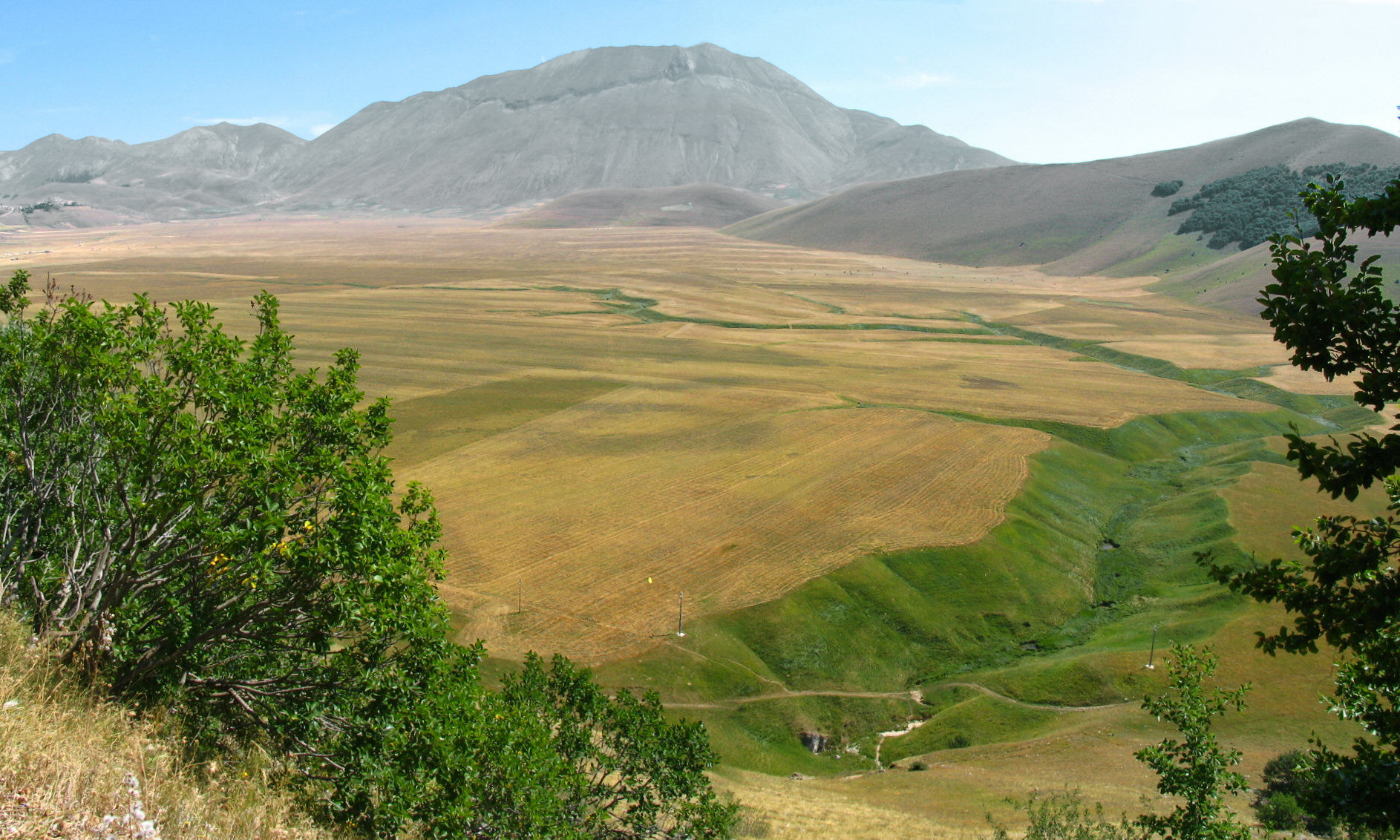
Piano Grande, Apennin, Italien; Polje in 1270 m; Entwässerung durch Ponor in der Rinne im Vordergrund
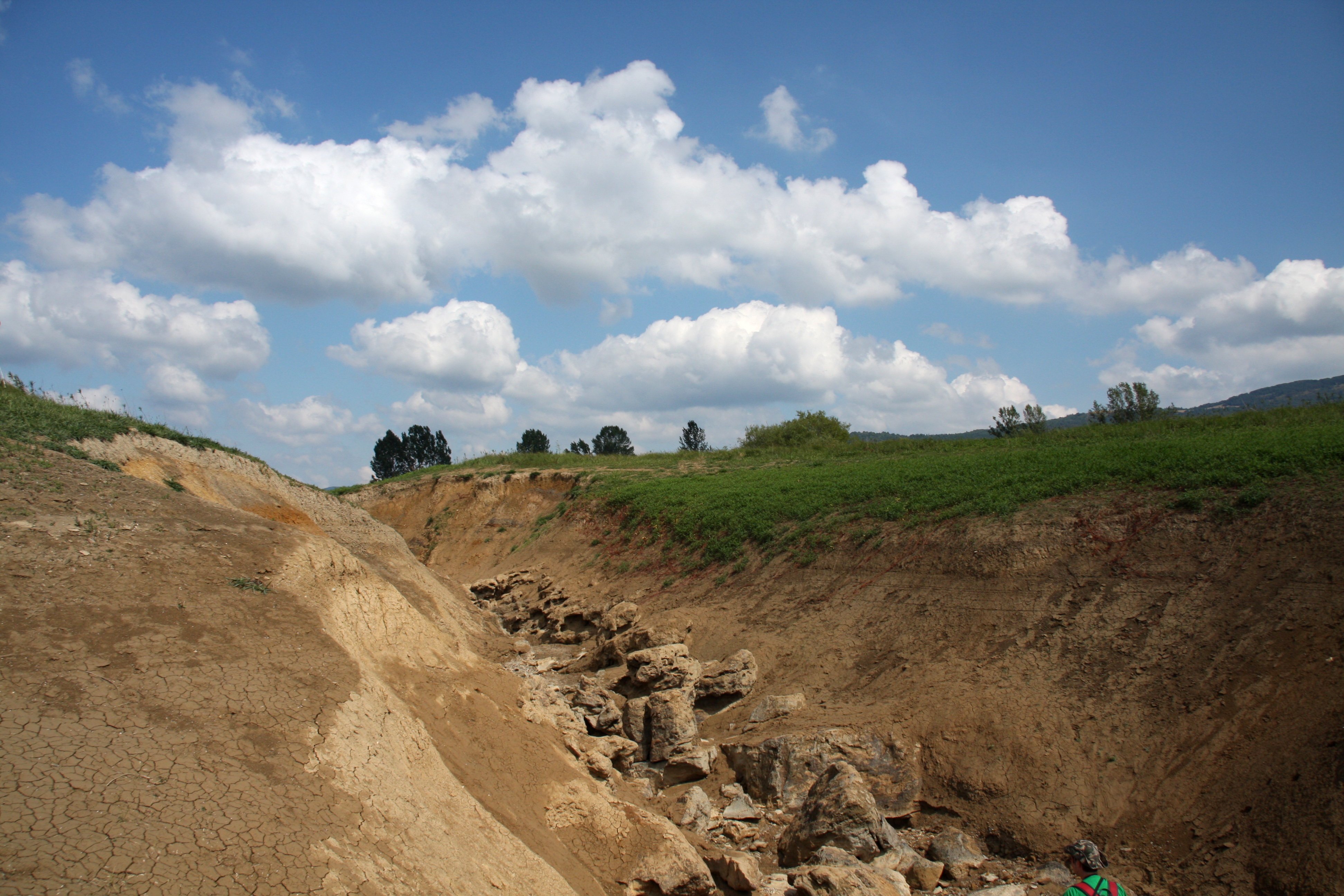
Zirknitzer See in Slowenien, nach Verlust von Bodensubstanz durch Abspülung freigelegter Karstgesteinsuntergrund